# Státní poznávací značky v Ázerbájdžánu

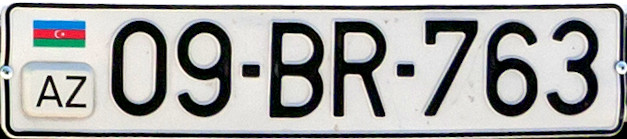
Státní poznávací značka Ázerbájdžánu

Státní poznávací značky motorových vozidel v Ázerbájdžánu obvykle obsahují dvě čísla, pomlčku, dvě písmena, pomlčku a tři čísla (např. 10-JA-234), znaky jsou značeny černým písmem na bílém pozadí.
Značky jsou stejné velikosti jako jiné evropské značky a obvykle mají na levé straně Ázerbájdžánskou vlajku a iniciály „AZ“.